# Johann Philipp Jakob von Horn-Goldschmidt
Johann Philipp Jakob von Horn-Goldschmidt (* 26. August 1724 in Köln; † 1. Oktober 1796 ebenda) war Priester und Generalvikar im Erzbistum Köln.

## Leben
Horn-Goldschmidt stammte aus der alten kölnischen Vogts- und Lehnsfamilie Horn genannt Goldschmidt aus Neuss und war das dritte von vier Kindern seiner Eltern. In der Pfarrei St. Aposteln geboren, verlor er seine Eltern bereits sehr früh, so dass er sich seinen Lebensunterhalt während des Theologiestudiums als Lehrer am Montaner-Gymnasiums verdienen musste. Die erzbischöfliche Behörde nahm Rücksicht auf seine finanzielle Situation und befreite ihn im Folgenden vom Besuch des Priesterseminares, da er die dafür erforderlichen Mittel offensichtlich nicht aufbringen konnte. Als ihm die Erlangung einer zur Weihe notwendigen Pründe nicht gelang, stellten ihm zwei angesehene Verwandte, nämlich die Kölner Bürgermeister Kerig und Herweg, zwei Kapitalien zur Verfügung die zusammen die jährliche Mindestsumme von 62 Reichsthalern abwarfen. So konnte er am 23. Dezember 1747 die Subdiakonenweihe und am 19. Mai 1748 die Priesterweihe empfangen.
Er scheint noch weitere Gönner gehabt zu haben, darunter möglicherweise die Reichsgrafen von Königsegg-Rothenfels, denn Domdechant Meinrad von Königsegg-Rothenfels erwirkte ihm noch am 11. Juli 1748 die Pfarre St. Maria im Pesch (Köln) und die dazugehörige Domvikarie.
Erzbischof Maximilian Friedrich von Königsegg-Rothenfels holte Horn-Goldschmidt bereits kurz nach seiner Wahl zum Erzbischof als Geistlichen Konferenzrat und Referendar an den Bonner Hof und somit in die Regierung Kurkölns. Noch im Herbst 1761 reiste er nach Rom, wo er die päpstliche Bestätigung und das Pallium für seinen Erzbischof besorgte. Hier, in Rom, promovierte er auch zum Dr. jur. utr.
Nachdem Horn-Goldschmidt am 25. Juni 1762 auf seine Pfarrstelle resigniert hatte, gelang ihm am 23. August 1763 die Aufnahme in das Kölner Domkapitel, wobei jedoch der kurkölnische Premierminister Caspar Anton von Belderbusch seine Finger im Spiel gehabt zu haben scheint. Schon am 26. August 1763 berief ihn der Erzbischof zum Generalvikaren.
Nach dem Tode des Erzbischofs Max Friedrich am 16. April 1784 zum Kapitularvikaren gewählt, ernannte ihn auch der neue Erzbischof, Maximilian Franz von Österreich, zu seinem Generalvikaren. War das Verhältnis Horn-Goldschmidts zu Erzbischof von Königsegg durchweg gut, so gab es zwischen ihm und Erzbischof Max Franz zunehmende Spannungen, deren Eskalation sein Tod verhindert hat.
Als die Franzosen im September 1794 in Köln einmarschierten, floh der Generalvikar zusammen mit dem Domkapitel nach Arnsberg, kehrte jedoch bereits 1795 mit einer Einreisegenehmigung der Republik zurück und führte bis zu seinem Tode die Verwaltung des linksrheinischen Erzstiftes fort.